# روبرت سيمبسون
روبرت سيمبسون (8 يوليو 1962 - )  (بالإنجليزية: Robert Simpson)‏ هو لاعب كريكت بريطاني.